# Piazza Castello
Piazza Castello (d. Piazza del Castello) – centralny plac zabytkowego centrum Turynu (Włochy, Piemont).

## Historia

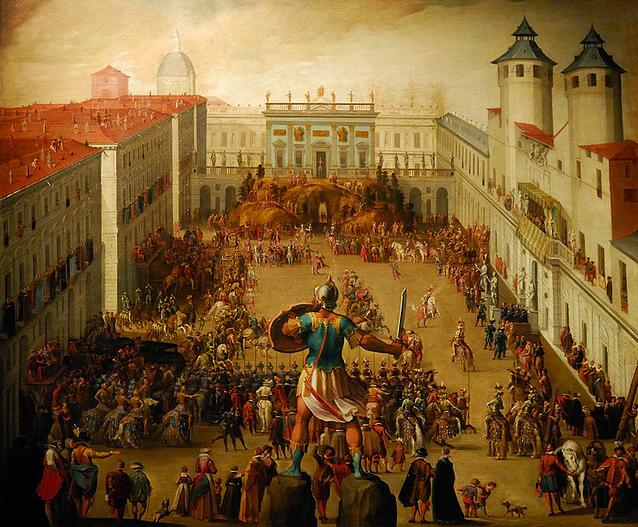
Piazza Castello w 1619, w dniu przybycia Krystyny Francuskiej (obraz Antonio Tempesty)

Plac został zaprojektowany przez Ascanio Vitozziego przed Pałacem Królewskim pod koniec XVI wieku. Obecny układ urbanistyczny powstał w wyniku ingerencji architekta Benedetta Alfieriego w drugiej połowy XVIII wieku wraz z budową via Nuova (obecnie via Roma).
Powiązanie pomiędzy Piazza Castello, a kształtującymi się w połowie XVIII wieku zespołami architektury o różnych układach w centrum miasta, zostało zaplanowane przez pierwszego architekta królewskiego Benedetto Alfieriego. W latach 1738–1741 zaprojektował on Teatr Królewski i nadał budynkom Sekretariatów Stanu ich obecny wygląd. 16 lipca 1769 powstał projekt architekta Vittorio Gallo dotyczący połączenia placu z via Dora Grossa (obecnie via Garibaldi), co nadało mu ostateczny, obecny wygląd. 7 sierpnia 1772 przyznano właścicielom domów w dzielnicach Po i Porta Nuova (obecnie via Roma) prawo podniesienia domów o jedno piętro. 5 sierpnia 1773 ustanowiono podwyższenie linii zabudowy w dzielnicy Porta Nuova o pięć stóp (około dwóch i pół metra) i określono jej urbanistyczne połączenie z Piazza Castello za pomocą narożnych pawilonów. 13 lipca 1943 plac doznał szkód w wyniku alianckiego bombardowania.

## Obiekty
Przy placu znajdują się m.in. Pałac Królewski, kościół św. Wawrzyńca (XVII wiek), Arsenał Królewski (założony w 1837), Teatr Królewski, a w jego części centralnej Palazzo Madama (z Museo Civico d’Arte Antica, XVII wiek) i Monumento ai Cavalieri d’Italia.